# 韩知古
韓知古（898年—930年代），字延儞，蓟州玉田人，遼朝政治家。
903年，韩知古在6岁时被辽太祖阿保机皇后述律平之兄欲稳所俘。述律平嫁与阿保机时，韩知古作为媵臣至耶律家。韩知古开始作为佣工，后来得到阿保机的赏识，任用他为高级参谋。
在韩知古的推动下，阿保机将俘虏的汉人，安置在修葺的柳城，号霸州彰武军。韩知古被任命为彰武军节度使，总知汉儿司事（临潢府尹），著籍柳城（今辽宁辽阳）。
韩知古为辽朝制度创制做出重大贡献，号为“推忠契运宣力功臣”。守尚书左仆射，与康默记将汉军征渤海国有功，迁中书令。
天显年间去世。

## 家庭
祖：韩懿
父：蓟州司马韩融
十一子：
- 彰国军衙内都将韩匡图
- 天成军节度使、司徒韩匡业
- 燕王、秦王韩匡嗣
- 临海军节度使、太傅韩匡佑
- 燕京统军使、天雄军节度使、太师、政事令、邺王韩匡美
  - 韩瑜
    - 韩橁

  - 韩瑀
- 户部使、镇安军节度使、太保韩匡胤
  - 韩琬
    - 韩相
- 镇安军节度使、司徒韩匡赞
- 殿中侍御史韩匡文
- 东头供奉官韩匡道
- 彰武军中军使韩图育氏
- 熊军将军韩唐兀都

後裔：韓企先

## 延伸阅读
[在维基数据编辑]
 《遼史·卷74》，出自脱脱《遼史》